# (6464) Kaburaki
(6464) Kaburaki es un asteroide perteneciente al cinturón de asteroides, descubierto el 1 de febrero de 1994 por Yoshio Kushida y el también astrónomo Osamu Muramatsu desde el Yatsugatake-Kobuchizawa Observatory, Japón.

## Designación y nombre
Designado provisionalmente como 1994 CK. Fue nombrado en memoria de Masaki Kaburaki (1902-1987), profesor de astronomía en la Universidad de Tokio antes de jubilarse en 1963. Allí enseñó astronomía esférica y práctica, y su principal interés estaba en la cinemática de nuestra Galaxia. Se desempeñó como presidente de la Sociedad Astronómica Japonesa alrededor de 1955 y fue director del Museo Astronómico Gotoh durante 1974-1987.

## Características orbitales
Kaburaki está situado a una distancia media del Sol de 3,008 ua, pudiendo alejarse hasta 3,181 ua y acercarse hasta 2,836 ua. Su excentricidad es 0,057 y la inclinación orbital 11,645 grados. Emplea 1905,71 días en completar una órbita alrededor del Sol.
Los próximos acercamientos a la órbita de Júpiter ocurrirán el 8 de mayo de 2033, el 5 de noviembre de 2079 y el 1 de marzo de 2117.
Pertenece a la familia de asteroides de (221) Eos.

## Características físicas
La magnitud absoluta de Kaburaki es 12,35. Tiene 12,783 km de diámetro y su albedo se estima en 0,172. 